# Liste des seigneurs du Pont-l'Abbé
La seigneurie de Pont-l'Abbé s'étendait entre la baie d'Audierne à l'ouest et l'Odet à l'est.
Elle comprenait cinq paroisses en 1480 (Combrit, Loctudy, Plonivel, Treffiagat et Tréoultré-Nabat) plus une partie de Plonéour, et avait réussi à étendre son autorité sur neuf autres à la fin de l'Ancien Régime.
Son seigneur détenait les châteaux de Pont-l'Abbé, Coëtmeur, en Plonéour-Cap-Caval, et de Kerobéran, en Tréméoc et fut teneur des fiefs de :
- Lessac, en qualité de châtelain
- Gouarlot, en qualité de vicomte, par mariage, dès le XIIIe siècle
- Plusquellec, en qualité de seigneur de Callac, en qualité de seigneur, de Trogoff (paroisse de Plouégat-Moysan), en qualité de châtelain, du Pontblanc (paroisse de Plouaret) en qualité de seigneur, du Vaugaillard (paroisse de Merléac) en qualité de seigneur, par mariage, au XVe siècle, de Jeanne de Plusquellec et de Charles du Pont,
- Rostrenen en qualité de baron,
- Coëtfao, paroisse de Pluguffan en qualité de seigneur, par mariage, en 1440, de Marguerite de Rostrenen et de Jean II du Pont,

Le suzerain de ce seigneur était :
- le pagus du Cap-Caval puis,
- le comte de Cornouaille puis
- le duc de Bretagne.

Son vassal :
- le seigneur de Lessac.

Au XIIIe siècle, le seigneur de Pont-L'Abbé reçut du duc le château de l'île Chevalier, le Castel-ar-Roue-Guinvach.

## Seigneurs de Pont-l'Abbé

### Famille du Pont-l'Abbé

Armes de la famille du Pont-l'Abbé : D'or au lion de gueules armé et lampassé d'azur.

Au XIe siècle, les premiers seigneurs du Pont établissent une motte féodale à la tête du pont traversant la rivière de Pont-l'Abbé, sur les terres de l'abbaye de Loctudy, abandonnées depuis le passage des Normands au IXe siècle.
Leur blason était d'or au lion de gueules, armé et lampassé d'azur accompagné de la devise « Heb Chang » (sans rémission).
Le premier seigneur dont l'histoire fait mention est Juhel du Pont-L'Abbé, fait prisonnier par le roi d'Angleterre au siège de Dol. Il n'est délivré qu'en 1174 après avoir donné caution pour sa rançon à l'occasion du traité fait par Henri II et ses enfants. 
- Eudon Ier du Pont-L'Abbé, seigneur du Pont-L'Abbé,

- Hervé Ier du Pont-L'Abbé († après 1233), seigneur du Pont-L'Abbé, fils du précédent,

- Hervé II du Pont-L'Abbé, seigneur du Pont-L'Abbé, fils du précédent,

En 1294, d'après le livre des Ostz (baillie de Cornouaille), le seigneur du Pont-L'Abbé doit deux chevaliers pour sa terre de Pont-l'Abbé et un chevalier pour celle de Gallot (Goarlot en Kernével).
- Hervé III du Pont (né vers 1240), seigneur du Pont-L'Abbé et de Goarlot (paroisse de Kernével, fils du précédent,

- Geoffroi Ier du Pont-L'Abbé († avant 1328), seigneur du Pont-L'Abbé et de Goarlot, fils du précédent,

- Hervé IV du Pont-L'Abbé († 29 septembre 1364 - bataille d'Auray), seigneur du Pont-L'Abbé, fils du précédent, marié avec Péronelle de Rochefort (décédée en 1383) ; c'est lui qui fit construire le couvent des Carmes le 4 mai 1383,

- Hervé V du Pont-L'Abbé (vers 1320 † après août 1383), seigneur du Pont-L'Abbé[3], fils du précédent,

- Hervé VI du Pont-L'Abbé, seigneur du Pont-L'Abbé, fils du précédent,

- Hervé VII du Pont-L'Abbé († 1414), seigneur du Pont-L'Abbé, chevalier, fils du précédent,

- Hervé VIII du Pont-L'Abbé († tué le 6 mars 1426 - siège de Saint-James de Beuvron), seigneur du Pont-L'Abbé, fils du précédent,

- Jean II du Pont-L'Abbé (1422 † 26 décembre 1478), seigneur du Pont-L'Abbé et de Rostrenen (du chef de sa femme), fils du précédent,

- Pierre du Pont-L'Abbé, dit Pierre IX de Rostrenen, seigneur du Pont-L'Abbé, de Rostrenen et du Ponthou, fils du précédent,

Par lettres patentes données à Amboise en décembre 1483, le sire du Pont et de Rostrenen est nommé baron par le roi.

## Barons de Pont-l'Abbé

### Famille du Pont-l'Abbé
- Pierre du Pont-L'Abbé, dit Pierre IX de Rostrenen[4] (né après 1443, † le 28 juillet 1488 lors de la bataille de Saint-Aubin-du-Cormier), baron du Pont-L'Abbé, de Rostrenen et du Ponthou, il demande en 1483 l'érection de l'église seigneuriale en collégiale, ce que lui accorde, par bulle pontificale du 27 août 1483, le pape Sixte IV,

- Jean III du Pont-L'Abbé[5] († mai 1508), baron du Pont-L'Abbé et de Rostrenen, fils du précédent,

- Louise du Pont-L'Abbé († 1526), héritière du Pont-L'Abbé et de Rostrenen, fille du précédent,

À la mort de la dernière baronne, la baronnie fait retour à Gilette du Chastel, cousine de la précédente, fille de Marie de Pont-l'Abbé, mariée avec Tanguy V du Chastel.

### Famille du Chastel

Armes de la Famille du Chastel : Fascé d'or et de gueules de six pièces (Sceau de 1274).

- Gilette du Chastel, héritière du Pont-L'Abbé, de Rostrenen, de Crépon et de Langon, mariée le 7 février 1517 à Charles Ier du Quélennec, vicomte du Faou.

### Maison du Quélennec

Armes de la maison du Quélennec : D'hermine, au chef de gueules chargé de trois fleurs-de-lis d'or.

- Charles Ier du Quélennec, vicomte du Faou, baron du Pont-L'Abbé et de Rostrenen du chef de sa femme, seigneur de La Roche-Helgomarc'h,

- Jean VI du Quélennec (né vers 1520), baron du Pont et de Rostrenen, vicomte du Faou et de Coëtmeur, fils du précédent,

- Charles II du Quélennec, dit de Soubise (1548 † Assassiné le 24 août 1572 à Paris, pendant les massacres de la Saint-Barthélemy en tentant de défendre l'amiral de Coligny), vicomte du Faou, baron du Pont et de Rostrenen, fils du précédent, marié avec Catherine de Parthenay,
- Jeanne du Quélennec, une de leurs filles[8] épouse Jacques de Beaumanoir du Besso († 1569), vicomte du Besso, échanson d'Henri II et gentilhomme ordinaire du dauphin.

Après avoir soutenu quatre sièges dirigés par le duc de Mercœur, le château de Rostrenen est pris par les Royaux en 1592, puis repris le 29 mai 1593 par Don Juan d'Aguila pour le compte du duc de Mercœur (il soutient 4 sièges dirigés par le duc de Mercœur) et incendié avant d'être rasé en 1601 par ordre d'Henri IV.

### Famille de Beaumanoir, branche du Besso

Armes de la famille de Beaumanoir, branche du Besso : Écartelé: aux 1 et 4, d'azur, à onze billettes d'argent, 4, 3 et 4 ; aux 2 et 3, d'or à trois chevrons de sable (Besso).

- Toussaint de Beaumanoir (baptisé le 1er septembre 1554 à Jugon, † le 12 mars 1590), vicomte du Besso, baron du Pont et de Rostrenen, petit-fils de Charles II du Quélennec et de Catherine de Parthenay,

- Hélène de Beaumanoir,  vicomtesse du Besso, baronne du Pont, et de Rostrenen, fille du précédent, dont le curateur fut Sébastien de Rosmadec[9], baron de Molac,
mariée le 16 janvier 1599 à René de Tournemine († février 1607), seigneur de la Hunaudaye, lieutenant général en Bretagne, il sera blessé en 1606 lors d'un duel avec son cousin Toussaint de Guémadeuc qui y laissa la vie, sans postérité,
mariée le 12 août 1609 à Charles de Cossé-Brissac, marquis d'Acigné, sans postérité,

### Famille de Guémadeuc

Blason de la famille de Guémadeuc.

- Thomas II de Guémadeuc (né en 1586, † le 17 septembre 1617 en place de Grève, Paris), marquis de Guémadeuc, baron du Pont-l'Abbé et de Rostrenen, cousin de la précédente. Il fut gouverneur de Fougères, craint pour son despotisme. Il fit assassiner en 1615 le baron Jacques II de Névet en raison d'une querelle de préséance lors d'une réunion des États de Bretagne. Le duc de Brissac, lieutenant général du Roi en Bretagne, fit assiéger le château de Fougères afin de s'emparer de lui ; envoyé à Paris, il fut condamné à avoir la tête tranchée et « icelle portée en la ville de Fougères, plantée au bout d'une pique et fichée sur le principal portail du château »[10].

- Marie Françoise de Guémadeuc, baronne du Pont-l'Abbé et de Rostrenen, fille du précédent,
  - mariée le 29 juin 1626 à François de Vignerot de Pont-Courlay, marquis de Pont-Courlay, gouverneur du Havre et du Pays de Caux, général des galères, neveu du cardinal de Richelieu,
  - mariée en 1647 à Charles de Grivel de Gamache († assassiné en décembre 1658 - Paris), comte d'Orouër, baron consort du Pont-l'Abbé, gouverneur de Fougères.

### Maison de Vignerot, dite duPlessis-Richelieu

Ecartelé du Vignerot et du Plessis-Richelieu

- François II de Vignerot du Plessis, marquis de Pontcourlay, Gouverneur du Havre et du Pays de Caux, général des galères, chevalier de l'ordre de Saint-Michel, neveu du cardinal de Richelieu, baron du Pont-l'Abbé du chef de sa femme,
  - marié le 29 juin 1626 à Marie Françoise de Guémadeuc, baronne du Pont-l'Abbé Rostrenen, dont :
    - Armand-Jean de Vignerot du Plessis (1629-1715), 2e duc de Richelieu, duc de Fronsac, vicomte du Faou, baron du Pont-l'Abbé,
    - Jean-Baptiste Amador (1632-1662), marquis de Richelieu et de Guémadeuc, lieutenant-général des armées du roi en Bretagne, gouverneur des ville et château de Saint-Malo, du Havre de Grâce, de la tour Solidor et du château de Ploërmel,
      - marié le 6 novembre 1652 à Jeanne Baptiste de Beauvais (née en 1637, † le 30 avril 1663), première femme de chambre et favorite de la reine d'Autriche, dont :
        - Louis Armand Vignerot du Plessis-Richelieu (né le 9 novembre 1654, † le 22 octobre 1730 à Paris), marquis de Richelieu et de Guémadeuc, baron du Pont-l'Abbé,
        - Élisabeth de Vignerot du Plessis-Richelieu, mariée en juin 1696 à Nicolas Quelain, seigneur du Plessis, substitut du Procureur-général au Parlement de Paris,
        - Marie Marthe de Vignerot (3 août 1658 -† le 18 mars 1719), abbesse de Saint-Rémy-des-Landes,

    - Marie-Thérèse de Vignerot de Pontcourlay (née le 25 avril 1636, † décembre 1705), demoiselle d'Agenois, puis duchesse d'Aiguillon, baronne de Saujon et pair de France, religieuse dans le monastère des filles du Saint Sacrement (Paris),
    - Emmanuel Joseph (né le 8 mars 1639, † le 9 janvier 1665)

- Armand-Jean Vignerot du Plessis de Richelieu (né le 3 octobre 1629 au Havre de Grâce, † le 10 mai 1715 en son hôtel parisien), 2e duc de Richelieu, duc de Fronsac, vicomte du Faou, baron du Pont-l'Abbé, 
  - marié le 26 décembre 1649 à Anne Poussard de Fors (née en 1622, † le 28 mai 1685),
  - marié le 30 juillet 1684 à Anne Marguerite d'Acigné, comtesse de Grand-Bois et de la Roche-Jagu, dont :
    - Marie Catherine Armande (née en 1685, † le 3 novembre 1760 à Paris), dame héritière de la Roche-Jagu, de Grand-Bois, de Botloy, de Lézardrieux et de Troguindy, mariée le 24 avril 1714 en la Sainte-Chapelle du château de Vincennes à François Bernardin du Châtelet (né le 15 janvier 1689 au château de Vincennes, † en septembre 1754), marquis du Châtelet, maréchal de camp, gouverneur du château de Vincennes,
      - Louis François Armand, 3e duc de Richelieu, marié[11] le 20 mars 1702 à Marguerite de Meslay (née en 1660, † le 29 octobre 1729 à Paris), veuve de Jean-François de Noailles,

- Louis Armand (né le 9 novembre 1654, † le 22 octobre 1730 à Paris), marquis de Richelieu et de Guémadeuc, baron du Pont-l'Abbé, mestre de camp d'un régiment de cavalerie, gouverneur de La Fère en Picardie, héritier du duché d'Aiguillon (substitué au duché de Richelieu), légué par sa tante, décédée religieuse en 1705, il n'en fut jamais titulaire, il vendit la baronnie du Pont en 1685 à François Joseph Ier d'Ernothon,
  - marié à Marie Charlotte (1662-1729), fille d'Armand-Charles, marquis de La Porte, puis de La Meilleraye, puis duc de Mayenne, puis duc de Mazarin (dit de Rethélois-Mazarini) et pair de France, duc de La Meilleraye et pair de France, prince de Château-Porcien, marquis de Montcornet, comte de Marle et de La Fère, grand maître de l'artillerie de France, et d'Hortense Mancini, dont :
    - Armand Louis de Vignerot du Plessis de Richelieu (né le 9 octobre 1683 à Londres, † le 4 février 1750 à Paris), marquis de Richelieu et de Guémadeuc, duc d'Aiguillon, membre honoraire de l'Académie royale des Sciences, pair de France.

### Famille d'Ernothon

Armes de la famille d'Ernothon : D'azur, à trois molettes d'éperon d'or.

- François Joseph Ier d'Ernothon (1639-1723)[13], sieur de Kerlagatu, de Pratglas (vendue en 1699), de Kerdegace, seigneur d'Hennebont, de Trévilit, baron du Pont-L'Abbé (par acquet entre 1682 et 1685), conseiller au parlement de Paris, maître des requêtes au parlement de Paris,
marié à Marie-Renée du Fresnay († après le 13 juin 1683), dont :
Charlotte Catherine, baronne héritière du Pont-L'Abbé,
François-Joseph II, baron du Pont-L'Abbé,
Jean Théophile, baron du Pont-L'Abbé,
Marie-Thérèse,
mariée à Eugène de Lescoët († avant 1742), vicomte du Boschet, dont :
Hélène-Thérèse de Lescoët († après le 9 septembre 1753),
mariée en 1751 à Joseph de Kernezne, marquisde La Roche-Helgomarc'h,

- François-Joseph II d'Ernothon (né le 24 janvier 1674 à Saint-Roch, Paris, † le 15 décembre 1727 au château du Pont-l'Abbé), baron du Pont-L'Abbé, conseiller au Parlement de Normandie, conseiller au Parlement de Bretagne (1713-1727), sans union ni postérité,

- Jean Théophile d'Ernothon († le 22 octobre 1738, en se jetant par une des fenêtres du château), baron du Pont-L'Abbé, sans union, ni postérité,

- Charlotte Catherine d'Ernothon (1671 † 13 octobre 1767), baronne héritière du Pont-L'Abbé,
  - mariée le 12 novembre 1708 à Louis d'Argouges (né en 1668, † 15 août 1748), comte de Gabriac, marquis de Rânes, maréchal de camp, gouverneur pour le roi des duché, ville et château d'Alençon, dont :
    - Charles-Louis d'Argouges, né en 1710, baptisé sous condition le 29 septembre 1728[14],chevalier, marquis de Rânes, seigneur du Faouët, de Barégan, vicomte de Meslan et châtelain de Kerlen, mestre de camp du régiment de Languedoc-Dragons, brigadier des armées du Roi, demeurant en la ville de Paris, faubourg Saint-Germain,
    - ainsi que deux autres fils,
    - et quatre filles,

La baronnie du Pont-L'Abbé fut vendue en 1753 aux Baude de la Vieuville, au prix de 522 000 livres, par Mme d'Argouges et sa nièce Mme de Kernezne, née de Lescouet, restées, après mort de leurs frères et oncles, seules héritières de la maison d'Ernothon.

### Famille Baude de Saint-Père

Armes de la famille Baude de Saint-Père : D'argent à trois têtes de loup arrachées de sable.

- Henri IV Baude de Saint-Père (né en 1711 à Saint-Malo, † le 6 août 1754), sieur du Val, seigneur de Saint-Père-Marc-en-Poulet (détachée du marquisat de Châteauneuf qu'il avait acheté en 1750 à son frère), comte de Rays (comté acheté à Charles du Breil pour 307 000 livres en 1747), seigneur du Plessix-Balisson, du Colombier et de Lanvallay, baron du Pont-L'Abbé (baronnie achetée avec son frère en 1753), contrôleur-secrétaire du roi à la Chancellerie établie auprès du Parlement de Bretagne (1753), lieutenant-colonel de la garde-côte de Saint-Malo (1749),
marié le 30 août 1742 à Françoise-Céleste Baude (sa cousine) (1717 † 1747) (dot: 100 000 livres), sans postérité,
marié le 17 novembre 1744 à Reine Vincent (1718 † après 1787), dont :
Henri V, baron du Pont-L'Abbé,
Sétaphique (baptisée le 5 novembre 1746),
mariée le 30 mai 1769 à Armand du Pé, comte d'Orvault,
Jean-Georges-Claude, seigneur de Saint-Père-Marc-en-Poulet,
Reine (née le 13 avril 1749),
mariée en 1773 à Calixte Foucher,
Henriette (née le 6 mars 1751),
mariée en 1778 à Hervé Thépault du Breignon,
Céleste-Félicité (née le 26 octobre 1753),
mariée en 1775 à Pierre du Boisgelin,

- Henri V Baude de Saint-Père (né en 1748, † avant le 7 juin 1762), baron du Pont-L'Abbé sous tutelle de son oncle Étienne-Auguste Baude, marquis de la Vieuville[16]; un fils : Auguste-Joseph Baude de la Vieuville,

- Jean-Georges-Claude Baude de Saint-Père (né le 21 novembre 1748 à Saint-Malo, décédé en septembre 1792 à Montrevault), seigneur de Saint-Père-Marc-en-Poulet, baron du Pont-L'Abbé, mestre de camp en second du régiment de Piémont cavalerie en 1781, maréchal de camp en 1791 puis lieutenant-colonel de la garde militaire du Roi, colonel du Royal-Comtois, chevalier de Saint-Louis,
marié à Marie-Louise Thierry fille de Marc-Antoine Thierry de Ville-d'Avray, premier valet de chambre et proche conseiller du roi Louis XVI, dont :
Emilie (née le 4 juillet 1779 à Paris),
Antoine (né le 18 juillet 1780 à Paris),
Hippolyte (né le 8 octobre 1781 à Paris),
Adélaïde (née le 13 juillet 1783 à Paris),

## Épilogue
Le 10 août 1792, le baron Jean-Georges-Claude Baude de Saint-Père aide le roi à fuir, à la suite de quoi il doit émigrer.
Le 12 février 1799, le château de Pont-l'Abbé, saisi sur l'émigré Baude de Saint-Père est l'objet d'une vente nationale et est acquis par le député François Jérôme Le Déan.
En 1836, la ville de Pont-l'Abbé achète l'ancien château des barons du Pont et y installe la mairie, la justice de Paix, l'école et la gendarmerie.